# Municipio de Gibara
Municipio de Gibara är en kommun i Kuba.   Den ligger i provinsen Provincia de Holguín, i den östra delen av landet, 700 km öster om huvudstaden Havanna. Antalet invånare är 72 810. Arean är 630 kvadratkilometer.
Terrängen i Municipio de Gibara är huvudsakligen platt, men söderut är den kuperad.